# Maw
|  | Per a altres significats, vegeu «Baw». |

Maw (birmà Baw) és un estat dels estats Shan, a la regió del Myelat, dins l'estat Shan de Birmània. La capital és Ye-U a l'oest de Yengnan. Té una superfície de 885 km². Part de la població és d'ètnia danu. També hi viuen els Pa-O, Shan i Palaung. Era un principat independent tributari del rei de Birmània amb un cap que portava el títol de Ngwegunhmu. El 1886 el cap va prendre part en la confederació contra els britànics però després de la victòria britànica va fer ràpida submissió i li fou reconeguda la possessió del territori el 1887. El darrer senyor que va governar va abdicar el 1959 i després fou una de la Repúbliques de la unió d'Estats Shan que constituïren l'Estat Shan, amb vocació d'independència, però part integrant de Myanmar.